# Museu Barbier-Mueller d'Art Precolombí
Het Museu Barbier-Mueller d'Art Precolombí (Catalaans, Spaans: Museo Barbier-Mueller de Arte Precolombino, Nederlands: Barbier-Mueller museum voor precolumbiaanse kunst) was het enige museum in Europa uitsluitend gewijd aan het artistieke nalatenschap van de  precolumbiaanse culturen van het Amerikaanse continent.
Het was gelegen in de Catalaanse hoofdstad Barcelona, Spanje. Het museum werd in 1997 opgericht om de precolumbiaanse kunstcollectie die vroeger in het bezit van het Barbier-Mueller Museum in Genève, Zwitserland was en uitgeleend werd door de stad Barcelona te huisvesten. In 2012, slaagde het museum er niet in een overeenkomst met de eigenaar van de collectie Jean Paul Barbier-Mueller te bereiken. Vervolgens werd de meest belangrijke precolumbiaanse collectie in private handen (volgens El Pais) gesplitst en geveild bij Southeby's op 22 maart 2013.